# Orkuše
Orkuše (makedonsky: Орќуше, albánsky: Orqushë) je vesnice v Severní Makedonii. Nachází se v opštině Mavrovo a Rostuša v Položském region. 
Podle sčítání lidu z roku 2002 žije ve vesnici 15 obyvatel, všichni jsou albánské národnosti. 